# Militærdiktatur
 Der er for få eller ingen kildehenvisninger i denne artikel, hvilket er et problem. Du kan hjælpe ved at angive troværdige kilder til de påstande, som fremføres i artiklen.

Militærdiktatur er et styre, hvor en eller flere militære ledere har overtaget kontrollen med en nation. Ledelsen af et militærdiktatur kaldes ofte en junta, evt. militærjunta (fra spansk junta, der betyder fællesmøde).
Velkendte militærjuntaer er Augusto Pinochets fra Chile (1973-1990), obersternes i Grækenland (1967-1974), Argentinas tre militærjuntaer fra 1976 til 1983 og Than Schwes fra Burma fra 1992.
Argentinas tredje junta bestod af præsidenten general Leopoldo Galtieri (hæren), admiral Jorge Anaya (flåden) og general Basilio Lami Dozo (luftvåbenet). De kom til magten ved et kup i december 1981 og førte i april 1982 Argentina i krig med Storbritannien.

## Militærdiktaturer
- kan være midlertidige, som det har været tilfælde i Thailands nyere historie, hvor militæret har overtaget magten fra regeringen, fordi det har ment, at regeringen har ledt landet ud af kurs. I alle tilfælde har Thailands militær hurtigt fået stablet et nyt demokrati på benene.
- kan også være varige, som for eksempel i Chile, hvor Augusto Pinochet sad på magten i mange år indtil han blev væltet af oppositionen.

| Politik | Spire Denne artikel om politik og ideologi er en spire som bør udbygges. Du er velkommen til at hjælpe Wikipedia ved at udvide den. |